# Tillandsia durangensis
Tillandsia durangensis là một loài thuộc chi Tillandsia. Đây là loài đặc hữu của México.

## Giống
- Tillandsia 'Panuco'